# Haute-Kontz
Haute-Kontz é uma comuna francesa na região administrativa de Grande Leste, no departamento de Mosela. Estende-se por uma área de 6,41 km². Em 2010 a comuna tinha 591 habitantes (densidade: 92,2 hab./km²).